# Partido Comunista de Ucrania
El Partido Comunista de Ucrania (en ucraniano: Комуністична партія України - Komunistychna partiya Ukrayiny) es un partido político prohibido de Ucrania fundado en 1993, con posterioridad a la disolución de la Unión Soviética, el cual es actualmente presidido por Petró Simonenko. Se considera sucesor del Partido Comunista de la RSS de Ucrania. En el plano internacional el Partido Comunista de Ucrania siempre se ha considerado posicionado en favor de los postulados pro-rusos en contraposición a los pro-occidentales. Forma parte de la Unión de Partidos Comunistas, una organización que aglutina a partidos comunistas de países de la antigua Unión Soviética.
En las primeras elecciones a la Rada Suprema de 1994 fue la opción política que obtuvo mayor respaldo del electorado ucraniano, obteniendo 83 de los 335 diputados que conforman el hemiciclo. En los comicios de 1998 continuó ostentando la condición de primer partido de Ucrania rozando el 25% de los votos traducidos en 121 escaños de un total de 450. En las elecciones parlamentarias del 2002 sufre una primera recesión electoral, reduciéndose el respaldo electoral a un 20% y perdiendo casi la mitad de diputados, quedándose con 66 escaños, siendo relevados como partido más votado por la coalición liberal reformista Nuestra Ucrania, liderada por Víktor Yúshchenko.
En las elecciones parlamentarias de 2006 el partido sufrió un fuerte descalabro electoral reduciéndose sus votos a un 3,66% y 21 escaños. En las elecciones parlamentarias de 2007 mejoró ligeramente sus resultados, con un 5,39% y 27 escaños.
En las elecciones parlamentarias de 2012 los comunistas remontaron al 13,18% de los votos. El 6 de mayo de 2014, una mayoría de los diputados expulsó de la Rada Suprema a los 32 parlamentarios comunistas. Desde el Euromaidán —que el partido no apoyó y calificó como un golpe de Estado— y el cambio de gobierno, el Estado ucraniano presentó cargos en su contra, por vía legislativa —en diciembre de 2014 se aprobó en el parlamento un proyecto de ley que prohíbe la «propaganda» de la ideología comunista en Ucrania— o por vía judicial —se han abierto procesos contra el partido y centenares de sus miembros, acusados de «separatismo», «traición» y «ayuda al terrorismo», por apoyar a las milicias prorrusas del Donbás y la anexión de Crimea por Rusia—. En las elecciones parlamentarias de 2014 el partido obtuvo un 3,8% de los votos, siendo la primera vez desde 1918 que los comunistas se quedaban fuera del parlamento.
El 16 de diciembre de 2015, la Junta Administrativa de Distrito de Kiev validó la petición del Ministerio de Justicia ucraniano, prohibiendo las actividades del partido en Ucrania. Los comunistas ucranianos recurrieron tal decisión judicial ante el Tribunal Europeo de Derechos Humanos.

## Historia

### Primeros años

Bandera del Partido Comunista de Ucrania antes de las leyes de descomunización en Ucrania de 2015.

El KPU se considera el sucesor directo del Partido Comunista de la República Socialista Soviética de Ucrania, una rama regional del PCUS en Ucrania que fue fundado el 5 de julio de 1918 en Moscú. El partido comunista original existió hasta el 30 de agosto de 1991, cuando se prohibieron el PCUS y su rama en Ucrania. Entre 1991 y 1993, se crearon varias organizaciones comunistas pequeñas en toda Ucrania. "Sin una legalidad clara", comunistas de toda Ucrania se reunieron el 6 de marzo de 1993 para la Conferencia de Comunistas de Ucrania en un intento por restablecer el PCU. En reacción, el Verkhovna Rada (el parlamento ucraniano) legalizó el establecimiento de partidos comunistas dos meses después. El 19 de junio de 1993 se convocó el 1.er Congreso del recién fundado KPU. Oficialmente, fue designado como el 29.º Congreso para denotarlo como sucesor directo del KPU soviético y eligió a Petro Symonenko como Primer Secretario.
En las elecciones presidenciales de 1994, el KPU apoyó la candidatura de Oleksandr Moroz del Partido Socialista de Ucrania (SPU). La relación entre el Partido Comunista de Ucrania y el Partido Socialista de Ucrania fue sólida a lo largo de la década de 1990, y Moroz incluso habló en el 22º Congreso del KPU (celebrado en 1999).
En las elecciones parlamentarias de Ucrania de 1998 el partido ganó el 24,65% de los votos y 123 escaños, convirtiéndose en el mayor partido del Parlamento. Los primeros diez miembros en la lista del partido fueron Petro Symonenko, Omelian Parubok, Anatoliy Nalyvaiko, Borys Oliynyk, Valeria Zaklunna-Myronenko, Adam Martynyuk, Anatoliy Draholyuntsev (mecánico-electricista en Luhanskteplovoz), Vasyl Sirenko, Borys Molchanov (artesano de herramientas en Dniproshyna) y Anatoliy Strohov (pensionista). El KPU ganó 121 escaños, lo que constituye el 19,5% de los escaños en la Verkhovna Rada.
El buen resultado en las elecciones de 1998 llevó a la KPU a presentar su propio candidato en las Elecciones presidenciales de Ucrania de 1999 cuando nominaron al líder del partido, Symonenko. Symonenko recibió el 23,1% de los votos en la primera vuelta, por detrás de Leonid Kuchma, que recibió el 38,0% de los votos. En la segunda vuelta, Symonenko recibió el 38,8%, perdiendo ante Kuchma, que recibió el 57,7% de los votos.
En 2000, dos partidos se separaron del partido, a saber, el Partido Comunista de Ucrania (renovado) y el Partido Comunista de Trabajadores y Campesinos. El KPU argumentó que el presidente Leonid Kuchma alentó la creación de partidos para desviar votos de su partido.
El Tribunal Constitucional de Ucrania reconoció en 2001 que la prohibición del Partido Comunista de Ucrania violaba la Constitución de Ucrania.
En las elecciones parlamentarias del 30 de marzo de 2002, el partido ganó 19,98% del voto popular y 66 de los 450 escaños en la Rada Suprema (Verkhovna Rada).

### Intentos de ilegalizar el partido
Después del derrocamiento del presidente Euromaiden el 25 de febrero de 2014, varios legisladores han hablado sobre la posibilidad de prohibir la KPU debido a su supuesta cooperación con separatistas prorrusos. El 6 de mayo, el partido se indignó cuando sus representantes parlamentarios fueron expulsados de la sala de sesiones del parlamento. Una semana después, el presidente interino Oleksandr Turchynov amenazó con prohibir la KPU por su presunta participación en las protestas prorrusas en Ucrania de 2014. El 8 de julio, el Ministerio de Justicia solicitó al Tribunal Administrativo del Distrito de Kiev que prohibiera la actividad del partido como resultado de "una gran cantidad de pruebas sobre actividades ilegales y acciones ilegales por parte del Partido Comunista" (según el ministro de Justicia Pavlo Petrenko). El Partido de la Izquierda Europea y la agrupación Izquierda Unitaria Europea-Izquierda Verde Nórdica en el Parlamento Europeo condenaron la posible prohibición y declararon su solidaridad con el KPU. La Duma Estatal de Rusia también denunció la prohibición y creía que era "un intento de las nuevas autoridades de Kiev de forzar a las fuerzas políticas y civiles que no están de acuerdo con el camino tomado por los ultranacionalistas para poder callarles" El KPU también recibió la solidaridad del Sindicato Nacional de Trabajadores Ferroviarios, Marítimos y del Transporte (RMT) en Gran Bretaña.

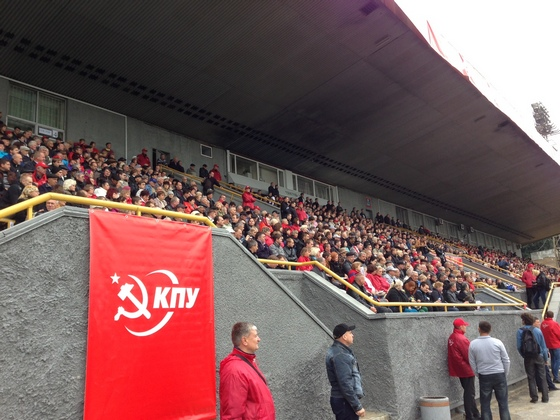
Reunión en Kiev del Partido Comunista de Ucrania

El 11 de abril, comenzó una pelea en la Verjovna Rada entre el líder del KPU Petro Symonenko y dos diputados del partido de  extrema derecha Svoboda, después de que Symonenko los culpó por la anexión rusa de Crimea y los disturbios prorrusos en el este y sur de Ucrania.  Después de llamar repetidamente a la calma, el presidente de la Rada Suprema Oleksandr Turchynov suspendió la sesión durante quince minutos.
En las elecciones presidenciales de Ucrania de 2014, Symonenko se postuló inicialmente de nuevo como candidato de su partido, pero se retiró de la carrera el 16 de mayo. La Comisión Electoral Central no pudo eliminar su nombre de la boleta electoral porque se retiró de la carrera después de la fecha límite del 1 de mayo de 2014. En las elecciones, todavía recibió el 1,51% de los votos.
El 1 de julio, seis diputados abandonaron el grupo parlamentario del Partido Comunista, reduciéndolo a 23 miembros.El 22 de julio, una votación apoyada por 232 diputados otorgó al Presidente de la Rada Suprema (el presidente del parlamento de Ucrania) el poder de disolver una facción que ha perdido algunos de sus miembros en comparación con el número que tenía mientras era formado durante la primera sesión parlamentaria después de la elección anterior, a la espera de la firma del presidente Petro Poroshenko. Más tarde ese día, Poroshenko firmó este proyecto de ley, dando efecto a esta nueva regulación parlamentaria. Al día siguiente, el orador y expresidente interino Turchynov anunció la disolución inminente del partido y agregó a los parlamentarios: "Solo tenemos que tolerar este partido un día más". La facción del partido en el parlamento fue disuelta el 24 de julio por Turchynov. Ese mismo día se anunció que a la fecha se habían abierto 308 procesos penales contra miembros del partido. Se acusó a los comunistas de apoyar abiertamente la anexión de Crimea por parte de Rusia, apoyando la creación de la autoproclamada República Popular de Donetsk y la República Popular de Lugansk y haciendo campaña por la anexión del Óblast de Dnipropetrovsk a Rusia. El liderazgo del partido en ese momento declaró su apoyo a la integridad territorial de Ucrania y excluyó a los disidentes separatistas de su membresía.
El 4 de septiembre, el Tribunal Administrativo del Distrito de Kiev pospuso indefinidamente la audiencia sobre la prohibición del partido.
Las elecciones parlamentarias de octubre de 2014 marginaron aún más al partido, ya que no ganó escaños en los distritos electorales y se quedó un 1,12% por debajo de alcanzar el umbral electoral del 5%. Desde antes de su independencia, Ucrania era una república constituyente del Partido Comunista de la Unión Soviética de la Unión Soviética y esto significó que por primera vez desde 1918 los comunistas eran  no representado en la política nacional de Ucrania.

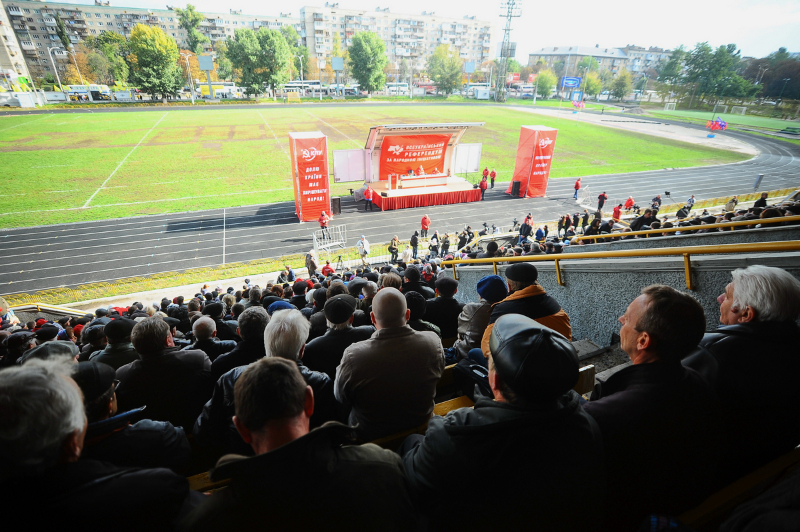
Conferencia del Partido Comunista de Ucrania en el Estadio Spartak en Kiev

En mayo de 2015, se crearían leyes que prohibían los símbolos comunistas (las llamadas "leyes de descomunización") entraron en vigor en Ucrania, lo que significa que el partido no podía usar símbolos comunistas ni cantar el himno nacional soviético "La Internacional". En un decreto del 24 de julio basado en estas leyes, el Ministerio del Interior de Ucrania despojó al partido de su derecho a participar en las elecciones y declaró que continuaba con las acciones judiciales (que comenzaron en julio de 2014) para poner fin al registro de los partidos comunistas de Ucrania.
El 30 de septiembre, el Tribunal Administrativo del Distrito de Kiev prohibió dos partidos comunistas más pequeños, el Partido Comunista de Trabajadores y Campesinos y el Partido Comunista de Ucrania (renovado). Sin embargo, el Partido Comunista de Ucrania no fue prohibido porque había presentado un recurso contra el decreto del Ministerio de Justicia sobre el cese de su actividad.
El partido decidió participar en las Elecciones locales de octubre de 2015 como parte del partido paraguasOposición de izquierda. Según el Ministerio del Interior, esto era legal siempre que el nuevo partido no usara símbolos comunistas. Otros miembros del partido participaron en esta elección como Nova Derzhava. El partido político Nova Derzhava se estableció en 2012 El 1 de agosto, eligió un nuevo líder, Oleh Melnyk. Formalmente junto con el Partido Comunista de Ucrania, también es miembro de la Asociación de Oposición de Izquierda.
A fines de 2015, 19 líderes locales del partido de las organizaciones sur y del norte del partido renunciaron al comité central para protestar contra la represión de la disidencia interna que culparon a Symonenko.
El 16 de diciembre, el Tribunal Administrativo del Distrito de Kiev satisfizo la demanda del Ministerio de Justicia y prohibió las actividades del Partido Comunista. Esta prohibición fue criticada por John Dalhuisen de Amnistía Internacional, quien afirmó que la prohibición era "el mismo estilo de medidas draconianas utilizadas para sofocar la disidencia" que utilizó la Unión Soviética.  El tribunal suspendió la apelación por el momento hasta que el Tribunal Constitucional determine la legitimidad de la ley de descomunización Esto dio lugar a que la decisión del tribunal de prohibir el Partido Comunista no entrara en vigor.[cita requerida] Sin embargo, el partido apeló su prohibición ante el Tribunal Europeo de Derechos Humanos. La ley de descomunización de abril de 2015 sí contiene una norma que permite al Ministerio de Justicia prohibir la participación del Partido Comunista en las elecciones[cita requerida] Los intentos de prohibir el partido nunca prohibieron a los miembros individuales del partido participar en las elecciones como candidato independiente.
En enero de 2017, la Agencia Nacional para la Prevención de la Corrupción declaró que dado que el Partido Comunista no está oficialmente prohibido, debe informar sobre sus bienes y finanzas.[cita requerida] Por lo tanto, el partido aún envía sus informes financieros requeridos y todavía figura en el sitio web del Ministerio de Justicia y el sitio web del Departamento de Registro y Notario del Estado. Debido a las leyes de descomunización, el partido cambió su logotipo y el nombre, que desde entonces se escribe en una versión abreviada.[cita requerida] En el verano de 2018, la policía cerró el sitio web del partidos "debido a la demostración de símbolos comunistas".[cita requerida] Según el líder del partido Symonenko, el motivo del cierre del sitio web fue una foto en el sitio web del primer secretario del Comité Central del Partido Comunista de Ucrania Volodymyr Shcherbytsky. [cita requerida]
En febrero de 2019, la Comisión Electoral Central de Ucrania se negó a registrar la candidatura de Symonenko para las elecciones presidenciales de Ucrania de 2019 debido a que el estatuto, el nombre y el simbolismo del Partido Comunista no cumplían con las leyes de descomunización de 2015.
En junio de 2019, las elecciones centrales negaron a los miembros del partido que se registraran para las elecciones parlamentarias de Ucrania de 2019 de julio.[cita requerida]

#### Puntos de vista sobre la legitimidad de la prohibición
Según un profesor del Politécnico de Kiev, que publicó un artículo en The Guardian, el partido entró en conflicto con el gobierno ucraniano después de la Revolución de la Dignidad debido a demostraciones destacadas de apoyo al derrocado presidente ucraniano Viktor Yanukovych durante las protestas de Euromaidan y su supuesta participación en el movimiento separatista en Dombás, así como a los pro del partido -Gobierno ruso agenda. Sin embargo, el partido votó a favor de la destitución de Yanukovych. Dos días después de que el parlamento ucraniano cambiara sus regulaciones sobre el tamaño requerido de los grupos parlamentarios, la facción del Partido Comunista se disolvió el 24 de julio de 2014.
Según el politólogo Tadeusz A. Olszański, el partido "apoya efectivamente la rebelión separatista" durante la Guerra Ruso-Ucraniana.
Al explicar la retirada del estatus de partido político al KPU y 2 de sus satélites, el secretario de seguridad y defensa del estado Oleksandr Turchynov declaró en julio de 2015 que el partido comunista tomó una posición traicionera desde los primeros días de la agresión rusa y actuó como su Quinta Columna.

### Ilegalización
El 6 de julio de 2022, el KPU fue nuevamente prohibido después de un fallo judicial de Lviv que entregó todos sus activos, incluidos los edificios y fondos del partido, al estado ucraniano. En una declaración, el Octavo Tribunal Administrativo de Apelación dijo que había satisfecho los reclamos del Ministerio de Justicia y ordenó el cierre del partido. "La actividad del Partido Comunista de Ucrania están prohibidas; la propiedad, los fondos y otros activos del partido, sus organizaciones regionales, municipales, distritales, centros primarios y otras entidades estructurales han sido transferidos al estado". Durante la Invasión rusa de Ucrania de 2022, se informó que el partido adoptó una postura prorrusa, y el líder del partido Petro Symonenko en marzo había huido a Bielorrusia con la ayuda de Rusia durante la Ofensiva de Kiev.

## Ideología
En su estatuto, el Partido Comunista de Ucrania afirma que "sobre una base voluntaria une a los ciudadanos de Ucrania que son partidarios de la idea comunista". El partido se considera un sucesor del Partido Comunista de la República Socialista Soviética de Ucrania de la Unión Soviética y se llama a sí mismo un "destacamento de batalla del comunismo". El partido alega que la prohibición de ese partido en agosto de 1991 fue ilegal, lo cual fue confirmado por la decisión del Tribunal Constitucional de Ucrania el 27 de diciembre de 2001. El partido se opone a cualquier gobierno y busca una restauración completa del estado socialista en el país sin ningún tipo de  asociación con cualquier otro partido político.

### Programa
- Medidas políticas: Liquidación de la presidencia como institución, fortalecimiento de medidas democráticas de estado y vida pública; reforma de la legislación electoral que asegure una parte adecuada de representación de trabajadores, campesinos, intelectuales, mujeres, jóvenes en Verkhovna Rada de Ucrania y el gobierno local;  introducción de la práctica de destituir a los diputados y jueces que recibieron un voto de censura;  elección de jueces de primer nivel;  llenando de significado real y adecuado apoyo financiero a los gobiernos regionales y locales; introducción en el país de un sistema de control público; creación de consejos colectivos de trabajo investidos de facultades para controlar la actividad económica de las empresas; supresión de la corrupción, el crimen organizado, particularmente en el nivel superior del poder;  eliminación de beneficios y privilegios para funcionarios;  federalización de Ucrania;  desarrollo integral del idioma y la cultura ucranianos, otorgando al idioma ruso el estatus de idioma estatal;  cambio del símbolo estatal de Ucrania, letra y música del himno estatal.

- Política economíca: Modernización y control público de la economía, nacionalización de empresas estratégicas;  establecimiento de un sector estatal competitivo de la economía, independencia energética; reformas en el complejo agroindustrial, viviendas y Servicios Comunales, etc.;  prohibición de la propiedad privada.

- Medidas sociales: Liquidación de la pobreza, justicia social, sistema de impuestos progresivos, acción y regulación estatal de precios, medicina gratuita, educación gratuita; compensación total de los depósitos en el Banco de Ahorros soviético.

- Medidas de distribución: Preservación del patrimonio histórico y cultural, incluido el soviético;  mayor castigo por distribución de estupefacientes, trata de personas, prostitución, promoción de la pornografía, violencia;  combatir la inmoralidad, la vulgaridad, el cinismo, el chovinismo , la xenofobia, la falsificación de la historia, el fascismo, el neonazismo, el anticomunismo, el antisovietismo;  prohibición de organizaciones neonazis en Ucrania, sanciones penales por actos de fascismo;  libertad de cosmovisión y expresión de fe,y un estado laico.

- Relaciones exteriores: Estado militar no alineado, con una política exterior independiente, posición activa sobre la creación de un nuevo sistema europeo de seguridad colectiva, reforma de las Fuerzas Armadas de Ucrania, revisión de los acuerdos internacionales con la OMC y FMI, membresía y posición activa en la CEI, Unión Aduanera y Comunidad Económica Euroasiática como también una alianza con Rusia, Bielorrusia y Kazajistán.

### Legado soviético
El KPU se estableció como "heredera de las ideas y tradiciones de la URSS, tal como existió hasta su disolución en 1991". En general, el partido ha puesto peso en la nostalgia por la Unión Soviética para ganar votos. En contraste con muchas partes de la antigua Unión Soviética donde los conservadores de izquierda han tratado de ganar votos promoviendo el nacionalismo local, la KPU apoya una forma de nacionalismo soviético, considerando ilegal el establecimiento de una Ucrania independiente. El partido se ha mantenido fiel al legado de la Unión Soviética. En 1998, para celebrar el 80 aniversario de la Unión Soviética, publicó Tesis históricas, un texto que pintaba un cuadro color de rosa del antiguo estado.
La Unión Soviética apenas es criticada y eventos controvertidos como la Gran Purga y el Holodomor no se mencionan en la prensa del partido. Hay algunos que son favorables al legado de Iósif Stalin, dando la impresión de que las cosas "sólo empezaron a ir mal con el 'aventurerismo' de Nikita Jruschov". A pesar de todo esto, cuando se critica a la Unión Soviética y al Partido Comunista de la Unión Soviética (PCUS), la línea preferida es que el partido y el estado perdieron su fe en los leninistas. Vladimir Lenin, el fundador de la Unión Soviética, "todavía es considerado un santo" por el partido y los pronunciamientos oficiales hablan del "Partido Comunista Leninista de Ucrania" y más precisamente que el KPU sigue "hablando en las palabras de Lenin".
Symonenko ha criticado la etiqueta de conservador del KPU, afirmando que el partido no está dispuesto a abandonar su propia historia. Se han referido a la disolución de la Unión Soviética como "los trágicos acontecimientos del pasado reciente". Además, el KPU cree que la Unión Soviética "fue criminalmente destruida". El partido cree que Ucrania ha estado viviendo del legado de la Unión Soviética desde su independencia.

### Marxismo
El partido se adhiere y cree en los conceptos marxistas de lucha de clases y el materialismo histórico Su creencia continua en el materialismo histórico cimenta sus puntos de vista de que el modo de producción socialista seguirá siendo la sociedad del futuro. Se podría decir que el partido creía más que nunca en la posibilidad de un futuro socialista ya que los "carestias", simbolizados por Mijaíl Gorbachov, Boris Yeltsin y Leonid Kravchuk, se habían ido.
El KPU cree que, dado que Occidente se ha convertido en una sociedad posindustrial, el capitalismo a través de la globalización estaba "desmodernizando" activamente a Ucrania. Esto estaba a su favor ya que la desmodernización conduciría al restablecimiento de una clase proletaria dominante Como señaló Vasyl Tereshchuk, un ex teórico del partido expulsado en 2005: "La gente sobrevive con lo que acumuló en los años del poder soviético: es decir, todavía no es un proletariado clásico, ya que todavía tiene mucho que perder (un piso,  un automóvil, una casa de campo, etc.), pero su completa proletarización llegará tarde o temprano". En segundo lugar, la disolución de la Unión Soviética condujo directamente al restablecimiento del antagonismo de clases en la sociedad.
Este antagonismo condujo a la explotación del proletariado por "una burguesía compradora ... detrás de la cual se encuentra el imperialismo mundial encabezado por los Estados Unidos". Según Symonenko, sobre esta base no había ninguna posibilidad de que se desarrollara un movimiento socialdemócrata en Ucrania. El "reblandecimiento del antagonismo de clase en Occidente" que había llevado a la creación de partidos socialdemócratas "sólo fue posible porque la clase obrera local, como parte de los 'mil millones de oro', vivía 'como parásitos del trabajo de los países de la periferia mundial' a la que Ucrania estaba siendo consignada rápidamente. 
Ucrania no podía esperar ninguna 'disminución de antagonismo, sólo lo contrario". Symonenko aprecia la ayuda económica y la asociación con China y pide usar el Partido Comunista de China como ejemplo, devolver el país a la gente trabajadora y "convertir nuestro país en un país fuerte como China".

## Resultados electorales
La siguiente tabla refleja la evolución del voto y de escaños obtenidos por el partido desde las primeras elecciones legislativas de 1994.
|  | 14.95 % |

|  | 24.65 % |

|  | 19.99 % |

|  | 3.66 % |

|  | 5.39 % |

|  | 13.18 % |

|  | 3.88 % |

a Respecto al resultado del Partido Comunista de la República Socialista Soviética de Ucrania en 1990.
En la siguiente tabla figuran los resultados obtenidos por los candidatos del Partido Comunista de Ucrania a la presidencia del país.
| Elecciones y fecha                | Candidato                            | Votos (1ª vuelta) | %     | Votos (2ª vuelta) | %     |
| --------------------------------- | ------------------------------------ | ----------------- | ----- | ----------------- | ----- |
| Elecciones presidenciales de 1994 | Oleksandr Moroz (apoyado por el KPU) | 3.466.541         | 13,33 | -                 | -     |
| Elecciones presidenciales de 1999 | Petró Simonenko                      | 5.849.077         | 22,24 | 10.665.420        | 37,80 |
| Elecciones presidenciales de 2004 | Petró Simonenko                      | 1.396.135         | 4,97  | -                 | -     |
| Elecciones presidenciales de 2010 | Petró Simonenko                      | 872.878           | 3,54  | -                 | -     |
| Elecciones presidenciales de 2014 | Petró Simonenko                      | 272.723           | 1,5   | -                 | -     |